# Ermitage Madonna di Coccia
Pour les articles homonymes, voir Coccia.
L'ermitage Madonna di Coccia (italien : Eremo della Madonna di Coccia) est un ermitage catholique situé dans la commune de Campo di Giove, dans la Province de L'Aquila et la région des Abruzzes, en Italie.